# No Exit (Band)
No Exit ist eine am 12. Mai 1991 gegründete Punkband aus Berlin, die ursprünglich aus dem damaligen Bezirk Weißensee kommt.

## Geschichte
Nachdem die Band anfangs überwiegend in Ostdeutschland gespielt hat, ist sie heute im ganzen Land bekannt. Seit ihrer Gründung hat die Band nach eigenen Angaben bereits über 500 Liveauftritte absolviert. Unter anderem hat sie auf dem Force Attack in Rostock gespielt.
Die Band war beim Plattenlabel Nasty Vinyl unter Vertrag. Aufgrund des Todes von Horst Barthel, Labelchef von Nasty Vinyl, erschien ihr Album Ihr Nicht 2009 auf dem kleinen Berliner Label VolksMusike.
Sänger Robert Korn wurde am Morgen des 9. März 2021 in seiner Wohnung in Berlin-Weißensee tot aufgefunden.

## Trivia
In der am 10. Februar 2014 ausgestrahlten Sendung der Quizshow Wer wird Millionär? gewann Robert „Rio“ Korn 64.000 Euro. Korn gab an, einen Teil des Gewinns zum Begleichen von Steuerschulden aufwenden zu wollen.

## Diskografie

### Alben und Singles
- 1994: Drei In Einem (Tape, Eigenproduktion)
- 1996: Du sollst scheißen (Single, Scumfuck Mucke)
- 1996: Ihr habt es so gewollt (CD, Nasty Vinyl)
- 1998: Unpunked (CD, 99 Limited!)
- 1998: Helden (CD, Nasty Vinyl)
- 2000: Love Hate Punk (CD, Nasty Vinyl)
- 2001: Das Letzte von die besten 10 Jahre (LP, Nasty Vinyl)
- 2003: 21:22 (Split-Single mit Zaunpfahl, Single/CD, Eigenproduktion)
- 2003: Aus Berlin (LP/CD, Puke Music / Nasty Vinyl)
- 2008: Ihr nicht !! (CD, VolksMusike)
- 2015: Punk sei Dank! (Split-LP mit The Bermones, HeadQuarterRecords & Hörsturzproduktion)

### Samplerbeiträge
- 2001: 10 Jahre Nasty Vinyl
- 1996, 1998, 2000: BRD Punk Terror Vol. 1-3
- 1999: Auferstanden aus Ruinen (CD, Nasty Vinyl)
- 1997: Viva L’ Anarchia – Eine Gratulation an Ton Steine Scherben
- 1993: 1996: Sicher gibt es bessere Zeiten, doch diese ist die unsere Vol. 3 & 5 (LP/CD, Höhnie Records)
- 2006: Schlachtrufe BRD VIII